# Kypello Ellados 2003-2004
La Coppa di Grecia 2003-2004 è stata la 62ª edizione del torneo. La competizione è terminata l'8 maggio 2004. Il Panathīnaïkos ha vinto il trofeo per la sedicesima volta, battendo in finale l'Olympiacos.

## Primo turno
| Squadra 1             | Totale      | Squadra 2          | Andata | Ritorno     |
| --------------------- | ----------- | ------------------ | ------ | ----------- |
| Kilkisiakos           | 3 - 7       | Atromītos          | 1 – 4  | 2 - 3       |
| OFI Creta             | 2 - 0       | Rodos              | 1 – 0  | 1 - 0       |
| Proodeftikī           | 7 - 3       | Kassandra          | 6 – 1  | 1 - 2       |
| Atsalenios Iraklio    | 1 - 8       | Akratītos          | 1 – 1  | 0 - 7       |
| Marko                 | 2 - 3       | Arīs Salonicco     | 2 – 2  | 0 - 1       |
| Ethnikos Asteras      | 1 - 0       | Agios Dimitrios    | 1 – 0  | 0 - 0       |
| Lyki Kalochori        | 4 - 1       | Fostiras           | 2 – 1  | 2 - 0       |
| Patraïkos             | 4 - 3       | Apollōn Kalamarias | 1 – 1  | 3 - 2 (dts) |
| Apollōn Smyrnīs       | 6 - 0       | Kavala             | 3 – 0  | 3 - 0       |
| Egaleo                | 4 - 2       | Īlisiakos          | 4 – 0  | 0 - 2       |
| Doxa Dramas           | 0 - 7       | AEK Atene          | 0 – 4  | 0 - 3       |
| Kalamata              | 3 - 1       | Chalkis            | 2 – 1  | 1 - 0       |
| Panserraïkos          | 2 - 2 (gfc) | Kastoria           | 1 – 2  | 1 - 0       |
| Olympiacos            | 6 - 1       | Vyzas              | 4 – 0  | 2 - 1       |
| Agrotikos Asteras     | 6 - 2       | Ionikos            | 3 – 1  | 3 - 1       |
| PAOK                  | 4 - 1       | Larissa            | 1 – 1  | 3 - 0       |
| Thrasyvoulos          | 0 - 3       | Skoda Xanthi       | 0 – 2  | 0 - 1       |
| Thyella Patrasso      | 4 - 3       | PAS Giannina       | 0 – 2  | 4 - 1       |
| GAS Veria             | 1 - 6       | Kerkyra            | 1 – 1  | 0 - 5       |
| Panathīnaïkos         | 3 - 1       | Nikī Volo          | 2 – 0  | 1 - 1       |
| Panīleiakos           | 5 - 6       | Ergotelīs          | 3 – 3  | 2 - 3       |
| Panachaïkī            | 1 - 3       | Acharnaïkos        | 1 – 0  | 0 - 3 (dts) |
| Poseidon Neon Poron   | 1 - 4       | Paniōnios          | 0 – 1  | 1 - 3       |
| Pontiakos Neas Santas | 0 - 9       | Īraklīs            | 0 – 4  | 0 - 5       |
| Leonidio              | 0 - 5       | Chalkidona         | 0 – 4  | 0 - 1       |
| Kallithea             | 2 - 3       | Levadeiakos        | 1 – 1  | 1 - 2       |

## Secondo turno
| Squadra 1      | Totale      | Squadra 2         | Andata | Ritorno |
| -------------- | ----------- | ----------------- | ------ | ------- |
| Chalkidona     | 2 - 1       | Ethnikos Asteras  | 2 – 0  | 0 - 1   |
| Kerkyra        | 1 - 2       | Akratītos         | 1 – 0  | 0 - 2   |
| Egaleo         | 1 - 2       | PAOK              | 1 – 1  | 0 - 1   |
| Lyki Kalochori | 0 - 3       | OFI Creta         | 0 – 1  | 0 - 2   |
| Acharnaïkos    | 2 - 2 (gfc) | Agrotikos Asteras | 1 – 2  | 1 - 0   |
| Īraklīs        | 5 - 3       | Thyella Patrasso  | 2 – 1  | 3 - 2   |
| Atromītos      | 0 - 5       | Skoda Xanthi      | 0 – 3  | 0 - 2   |
| Paniōnios      | 2 - 1       | Apollōn Smyrnīs   | 2 – 1  | 0 - 0   |
| Arīs Salonicco | 4 - 2       | Levadeiakos       | 3 – 1  | 1 - 1   |
| Olympiacos     | 6 - 3       | Ergotelīs         | 3 – 2  | 3 - 1   |

Passano automaticamente il turno:
| Squadre       |
| ------------- |
| Proodeftikī   |
| Panathīnaïkos |
| Kalamata      |
| Patraïkos     |
| AEK Atene     |
| Kastoria      |

## Ottavi di finale
| Squadra 1         | Totale      | Squadra 2      | Andata | Ritorno     |
| ----------------- | ----------- | -------------- | ------ | ----------- |
| Proodeftikī       | 2 - 2 (gfc) | Akratītos      | 0 – 1  | 2 - 1 (dts) |
| Panathīnaïkos     | 2 - 1       | OFI Creta      | 1 – 0  | 1 - 1       |
| Īraklīs           | 2 - 0       | Arīs Salonicco | 0 – 0  | 2 - 0       |
| Kalamata          | 0 - 4       | Paniōnios      | 0 – 0  | 0 - 4       |
| Patraïkos         | 2 - 2 (gfc) | Chalkidona     | 1 – 0  | 1 - 2       |
| Agrotikos Asteras | 2 - 4       | AEK Atene      | 0 – 2  | 2 - 2       |
| Olympiacos        | 3 - 0       | Skoda Xanthi   | 1 – 0  | 2 - 0       |
| PAOK              | 1 - 2       | Kastoria       | 0 – 1  | 1 - 1       |

## Quarti di finale
| Squadra 1   | Totale | Squadra 2     | Andata | Ritorno           |
| ----------- | ------ | ------------- | ------ | ----------------- |
| Patraïkos   | 1 - 3  | Panathīnaïkos | 0 – 1  | 1 - 2             |
| Olympiacos  | 1 - 0  | Paniōnios     | 1 – 0  | 0 - 0             |
| Proodeftikī | 1 - 1  | Kastoria      | 0 – 1  | 1 - 0 (3 – 4 dtr) |
| AEK Atene   | 4 - 2  | Īraklīs       | 1 – 0  | 3 - 2             |

## Semifinali
| Squadra 1     | Totale | Squadra 2  | Andata | Ritorno |
| ------------- | ------ | ---------- | ------ | ------- |
| Panathīnaïkos | 3 - 2  | AEK Atene  | 2 – 2  | 1 - 0   |
| Kastoria      | 1 - 4  | Olympiacos | 0 – 3  | 1 - 1   |

## Finale
| Arbitro: | Georgios Kasnaferis (Atene) |

|                                                   |           |              |
| Papadopoulos 3’ Konstantinou 68’ Konstantinou 80’ | Marcatori | 70’ Giovanni |